# فريدريك تشارلز فينكلر
فريدريك تشارلز فينكلر (بالإنجليزية: Frederick Charles Winkler) هو ضابط وسياسي أمريكي، ولد في 15 مارس 1838 في بريمن في ألمانيا، وتوفي في 22 مارس 1921. حزبياً، نشط في الحزب الجمهوري. وقد انتخب عضو جمعية ولاية ويسكونسن.